# Caius Sulpicius Paterculus
Caius Sulpicius Paterculus  est un homme politique de la République romaine, de la gens patricienne Sulpicia

## Biographie

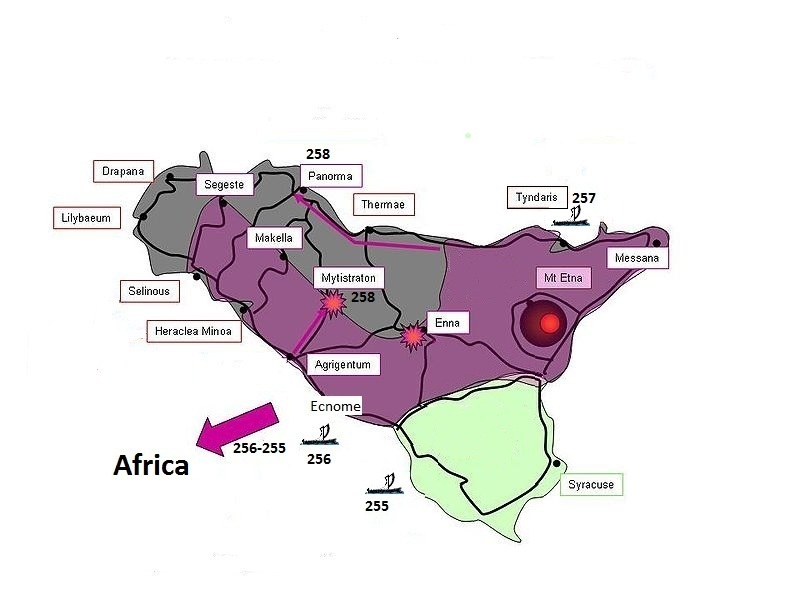
Opérations romaines de 258

Caius Sulpicius Paterculus est élu avec Aulus Atilius Calatinus pour le consulat de 258 av. J.-C. lors de la première guerre punique. Atilius Calatinus prend la direction des opérations, et tous essaient d’attaquer Palerme en vain, puis prennent plusieurs positions dans le centre de la Sicile comme Myttistratum, Enna et reprennent le contrôle de Camarina dont les Carthaginois s’étaient emparés. 
Pour ses succès en Sicile, Sulpicius Paterculus et Atilius Calatinus se voient accorder de célébrer un triomphe à leur retour à Rome.